# Ambystoma silvense
Ambystoma silvense is een salamander uit de familie molsalamanders (Ambystomatidae). De soort werd voor het eerst wetenschappelijk beschreven door Robert Gravem Webb in 2004.

## Verspreiding en leefgebied
Deze soort komt voor in delen van zuidelijk Noord-Amerika en leeft endemisch in Mexico.